# Христо Топузанов
Христо Топузанов е български аниматор, режисьор и сценарист.
През 1955 г. завършва Държавното училище за кинематография и постъпва в Студията за научно популярни филми. Първият му филм е документалният „Боянският майстор“ (1956), за който през 1958 г. печели в Брюксел наградата на Международния център за кинообразование и култура. От 1959 г. работи в Студията за игрални филми, където създава и режисира 40 анимационни филма и пише сценариите за други осем.
Сред най-известните му анимационни филми са: „Парад“ (1960), „Маскарад“ (1965), „Ножичка и момченце“ (1965), която печели наградата „Златната роза“ на Петия фестивал на българското кино (1966) и Първа награда на Седмия кинофестивал за младежки филми в Кан (1967); „Купете си електронна домакиня КР-1“ (1973), „Икар и гравитацията“ (1976), „Експеримент“ (1985), „Сряда срещу вторник“ (1986).
В края на живота си се оттегля от анимационното кино и се посвещава на мемоари и есета.